# Aéroport d'Eirunepé
L'aéroport d'Eirunepé aussi appelé aéroport Amaury Feitosa Tomaz (code IATA : ERN • code OACI : SWEI) est l'aéroport desservant la ville d'Eirunepé au Brésil.

## Compagnies aériennes et destinations
| Compagnies        | Destinations |
| ----------------- | ------------ |
| MAP Linhas Aéreas | Manaus, Tefé |

## Accidents et incidents
- 31 janvier 1978: un Embraer EMB 110 Bandeirante de Transportes Aéreos da Bacia Amazônica (enregistrement PT-GKW) s'est écrasé lors de son décollage d'Eirunepé. Les 2 membres d'équipage sont morts, mais les 14 passagers ont survécu[1].

## Accès
L'aéroport est situé à 4 km du centre-ville d'Eirunepé.